# Pilotrichella pachygastrella
Pilotrichella pachygastrella är en bladmossart som beskrevs av C. Müller och Johan Ångström 1876. Pilotrichella pachygastrella ingår i släktet Pilotrichella och familjen Meteoriaceae. Inga underarter finns listade i Catalogue of Life.